# Scottish Premier League 2009/10
Die Scottish Premier League wurde 2009/10 zum zwölften Mal ausgetragen. Es war zudem die 113. Austragung der höchsten Fußball-Spielklasse innerhalb der Scottish Football League, in welcher der Schottische Meister ermittelt wurde. In der Saison 2009/10 traten 12 Vereine in insgesamt 38 Spieltagen gegeneinander an. Jedes Team spielte jeweils einmal zu Hause und auswärts gegen jedes andere Team in der 1. Runde. Danach wurde die Liga in zwei Hälften geteilt, in denen die Mannschaften jeweils noch einmal gegeneinander spielten. Bei Punktgleichheit zählte die Tordifferenz.
Die Glasgow Rangers gewannen zum insgesamt 53. Mal in der Vereinsgeschichte die schottische Meisterschaft. Die Rangers qualifizierten sich als Meister für die Champions League Saison-2010/11. Vizemeister Celtic Glasgow spielte auch in der Qualifikationsrunde der Champions League wegen der verbesserten Position von Schottland in der UEFA-Fünfjahreswertung. Der Pokalsieger Dundee United sowie der Viertplatzierte Hibernian Edinburgh und der Fünftplatzierte FC Motherwell qualifizierten sich für die Europa League. Der FC Falkirk stieg am Saisonende in die First Division ab. Mit 23 Treffern wurde Kris Boyd von den Glasgow Rangers Torschützenkönig.

## 1. Runde

### Tabelle
| Pl. | Verein                 | Sp. | S  | U  | N  | Tore    | Diff. | Punkte |
| --- | ---------------------- | --- | -- | -- | -- | ------- | ----- | ------ |
| 1.  | Glasgow Rangers (M, P) | 33  | 23 | 8  | 2  | 073:220 | +51   | 77     |
| 2.  | Celtic Glasgow (L)     | 33  | 20 | 6  | 7  | 062:350 | +27   | 66     |
| 3.  | Dundee United          | 33  | 16 | 11 | 6  | 051:390 | +12   | 59     |
| 4.  | Hibernian Edinburgh    | 33  | 14 | 8  | 11 | 047:430 | +4    | 50     |
| 5.  | FC Motherwell          | 33  | 12 | 12 | 9  | 039:380 | +1    | 48     |
| 6.  | Heart of Midlothian    | 33  | 12 | 8  | 13 | 032:390 | −7    | 44     |
| 7.  | FC St. Johnstone (N)   | 33  | 11 | 8  | 14 | 050:540 | −4    | 41     |
| 8.  | Hamilton Academical    | 33  | 9  | 9  | 15 | 029:430 | −14   | 36     |
| 9.  | FC Aberdeen            | 33  | 8  | 10 | 15 | 031:460 | −15   | 34     |
| 10. | FC Kilmarnock          | 33  | 7  | 8  | 18 | 026:440 | −18   | 29     |
| 11. | FC St. Mirren          | 33  | 6  | 10 | 17 | 032:450 | −13   | 28     |
| 12. | FC Falkirk             | 33  | 6  | 10 | 17 | 030:540 | −24   | 28     |

Platzierungskriterien: 1. Punkte – 2. Tordifferenz – 3. geschossene Tore

| Saison 2009/10 |

| Zum Saisonende 2008/09 |                                   |
| (M)                    | Meister des Vorjahres             |
| (P)                    | Pokalsieger des Vorjahres         |
| (L)                    | Ligapokalsieger des Vorjahres     |
| (N)                    | Aufsteiger aus der First Division |

## 2. Runde

### Meisterschafts-Play-offs
| Pl. | Verein                 | Sp. | S  | U  | N  | Tore    | Diff. | Punkte |
| --- | ---------------------- | --- | -- | -- | -- | ------- | ----- | ------ |
| 1.  | Glasgow Rangers (M, P) | 38  | 26 | 9  | 3  | 082:280 | +54   | 87     |
| 2.  | Celtic Glasgow (L)     | 38  | 25 | 6  | 7  | 075:390 | +36   | 81     |
| 3.  | Dundee United          | 38  | 17 | 12 | 9  | 055:470 | +8    | 63     |
| 4.  | Hibernian Edinburgh    | 38  | 15 | 9  | 14 | 058:550 | +3    | 54     |
| 5.  | FC Motherwell          | 38  | 13 | 14 | 11 | 052:540 | −2    | 53     |
| 6.  | Heart of Midlothian    | 38  | 13 | 9  | 16 | 035:460 | −11   | 48     |

| Saison 2009/10 |

| Zum Saisonende 2008/09 |                               |
| (M)                    | Meister des Vorjahres         |
| (P)                    | Pokalsieger des Vorjahres     |
| (L)                    | Ligapokalsieger des Vorjahres |

### Abstiegs-Play-offs
| Pl. | Verein               | Sp. | S  | U  | N  | Tore    | Diff. | Punkte |
| --- | -------------------- | --- | -- | -- | -- | ------- | ----- | ------ |
| 7.  | Hamilton Academical  | 38  | 13 | 10 | 15 | 039:460 | −7    | 49     |
| 8.  | FC St. Johnstone (N) | 38  | 12 | 11 | 15 | 057:610 | −4    | 47     |
| 9.  | FC Aberdeen          | 38  | 10 | 11 | 17 | 036:520 | −16   | 41     |
| 10. | FC St. Mirren        | 38  | 7  | 13 | 18 | 036:490 | −13   | 34     |
| 11. | FC Kilmarnock        | 38  | 8  | 9  | 21 | 029:510 | −22   | 33     |
| 12. | FC Falkirk           | 38  | 6  | 13 | 19 | 031:570 | −26   | 31     |

| Saison 2009/10 |

| Zum Saisonende 2008/09 |                                   |
| (N)                    | Aufsteiger aus der First Division |

## Die Meistermannschaft der Glasgow Rangers
(Spieler mit mindestens 5 Einsätzen wurden berücksichtigt; in Klammern sind die Spiele und Tore angegeben)
| 1.              | Glasgow Rangers |
| Glasgow Rangers | - Tor: Neil Alexander (5/-), Allan McGregor (34/-) - Abwehr: Madjid Bougherra (17/1), Kirk Broadfoot (12/-), Saša Papac (34/2), Steven Smith (12/-), David Weir (38/-), Steven Whittaker (35/7), Danny Wilson (14/1) - Mittelfeld: Steven Davis (36/3), DaMarcus Beasley (9/2), Maurice Edu (15/2), John Fleck (15/1), Lee McCulloch (34/5), Pedro Mendes (4/-), Nacho Novo (29/5), Jérôme Rothen (4/-), Kevin Thomson (25/-) - Sturm: Kris Boyd (31/23), Kyle Lafferty (28/7), Andrew Little (6/1), Kenny Miller (33/18), Steven Naismith (28/3) - Trainer: Walter Smith |

## Torschützenliste
| Platz | Spieler        | Nationalität | Club                | Tore |
| ----- | -------------- | ------------ | ------------------- | ---- |
| 1.    | Kris Boyd      | Schottland   | Glasgow Rangers     | 23   |
| 2.    | Anthony Stokes | Irland       | Celtic Glasgow      | 21   |
| 3.    | Kenny Miller   | Schottland   | Glasgow Rangers     | 18   |
| 4     | Derek Riordan  | Schottland   | Hibernian Edinburgh | 13   |
| 4     | Jon Daly       | Irland       | Dundee United       | 13   |

## Auszeichnungen während der Saison
| Monat          | Trainer des Monats                | Spieler des Monats                  |
| -------------- | --------------------------------- | ----------------------------------- |
| August 2009    | Tony Mowbray (Celtic Glasgow)     | Danny Cadamarteri (Dundee United)   |
| September 2009 | John Hughes (Hibernian Edinburgh) | Derek Riordan (Hibernian Edinburgh) |
| Oktober 2009   | Jim Gannon (FC Motherwell)        | Liam Miller (Hibernian Edinburgh)   |
| November 2009  | Craig Levein (Dundee United)      | Andy Webster (Dundee United)        |
| Dezember 2009  | Walter Smith (Glasgow Rangers)    | Kris Boyd (Glasgow Rangers)         |
| Januar 2010    | Craig Brown (FC Motherwell)       | Steven Davis (Glasgow Rangers)      |
| Februar 2010   | Craig Brown (FC Motherwell)       | David Weir (Glasgow Rangers)        |
| März 2010      | Peter Houston (Dundee United)     | Robbie Keane (Celtic Glasgow)       |
| April 2010     | Billy Reid (Hamilton Academical)  | Kenny Miller (Glasgow Rangers)      |